# Laburrus vulgaris
Laburrus vulgaris är en insektsart som beskrevs av Mitjaev 1971. Laburrus vulgaris ingår i släktet Laburrus och familjen dvärgstritar. Inga underarter finns listade i Catalogue of Life.